# Erich Kasten (Ethnologe)

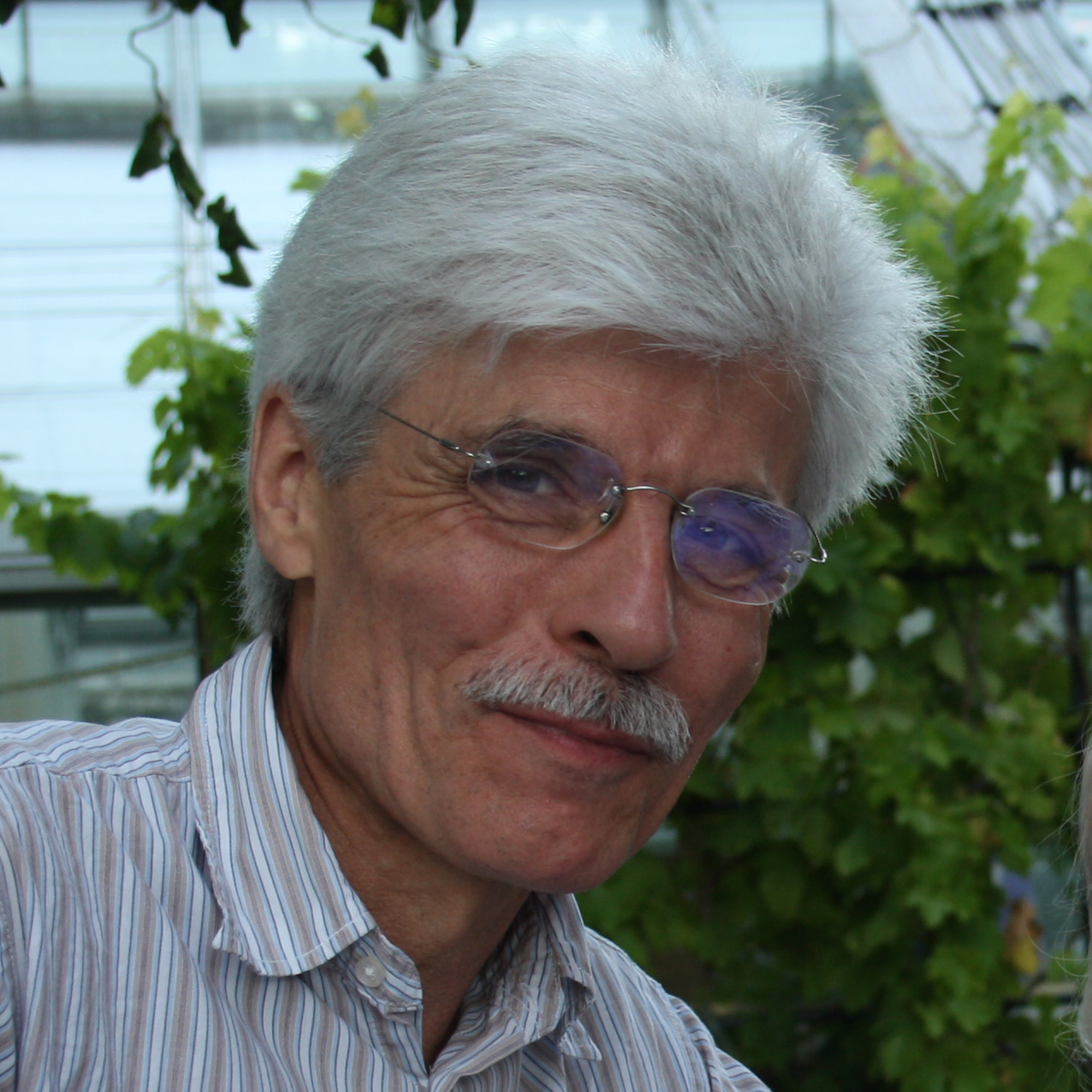
Erich Kasten (2015)

Erich Kasten (* 24. Mai 1949 in Münster) ist ein deutscher Ethnologe, der zu nordeurasischen indigenen Völkern forscht, besonders in Ostsibirien.

## Leben
Erich Kasten wuchs in Münster/Westfalen auf und studierte an der Freien Universität Berlin. Nach seinem Studium der Volkswirtschaftslehre 1971 studierte er Altamerikanistik und Skandinavistik an derselben Universität und wurde 1984 mit einer Dissertation zum „Kulturwandel bei den Samen“ in Ethnologie promoviert. Kasten arbeitete später als Dozent und Forscher u. a. an der Universität von Victoria, an der Freien Universität Berlin und am Max-Planck-Institut für ethnologische Forschung.

## Forschung und Lehre
Für sein Dissertationsprojekt führte Kasten mehrjährigen Feldforschungen bei den Samen in Schweden durch. Nach seiner Promotion erforschte er die Kwakwaka'wakw an der Westküste Kanadas. Seit 1993 führt er regelmäßig Feldforschung auf Kamtschatka durch, wo er besonders die Sprachen und Kulturen der Itelmenen, Ewenen und Korjaken erforscht. Er hat eine Reihe von Ausstellungen kuratiert, z. B. am Museum für Völkerkunde Berlin, an der Staatsbibliothek zu Berlin, im Haus der Kulturen der Welt, in den Franckeschen Stiftungen und im Linden-Museum in Stuttgart, und war an der Produktion des Films „Chamissos Schatten“ (2016) von Ulrike Ottinger beteiligt. Unter Kastens ehemaligen Schülern am Institut für Ethnologie der Freien Universität Berlin sind Stephan Dudeck (Europäische Universität Sankt Petersburg), Otto Habeck (Universität Hamburg) und Michael Rießler (Universität Ostfinnland).
Von Anfang an hat Kasten theoretische und angewandte ethnologische Forschung im Sinne von Open Science miteinander verknüpft. Zur Förderung von angewandter Forschung zu den Kulturen und Sprachen von indigenen Völkern gründete er 2010 die in der internationalen Forschung wahrgenommene Kulturstiftung Sibirien und arbeitet seitdem als deren Wissenschaftlicher Leiter und Geschäftsführer in Fürstenberg/Havel.

## Veröffentlichungen (Auswahl)
Monographien
- Erich Kasten (1983) Kulturwandel bei den Samen : Eine ethnohistorische Untersuchung zum Kulturkontakt in Schwedisch-Lappland. Berlin: Dietrich Reimer Verlag. (Dissertation) ISBN 3-496-00753-2
- Erich Kasten (1990) Maskentänze der Kwakiutl : Tradition und Wandel in einem indianischen Dorf. Berlin: Dietrich Reimer Verlag. ISBN 3-496-00391-X
- Erich Kasten (1996) Lachsfang und Bärentanz : die Itelmenen 250 Jahre nach ihrer Beschreibung durch Georg Wilhelm Steller. Bonn: Holos-Verlag. ISBN 978-3-86097-140-6 (PDF 2,1M)
- Erich Kasten (1998) Kinder malen ihre Welt : Kinderzeichnungen aus Sibirien und von der Nordpazifikküste. Münster: Waxmann Verlag. ISBN 3-89325-695-4 (PDF 2,8M)

Editionen
- Erich Kasten (Hrsg., 2011) Denkwürdigkeiten einer Reise nach dem russischen Amerika, nach Mikronesien und durch Kamtschatka : Auszüge aus den Werken Friedrich Heinrich von Kittlitz. Fürstenberg: Kulturstiftung Sibirien. ISBN 978-3-942883-84-9 (PDF 15M)
- Waldemar Bogoras (2017) The Chukchee, hrsg. von Michael Dürr und Erich Kasten. Fürstenberg: Kulturstiftung Sibirien. ISBN 978-3-942883-88-7
- Waldemar Jochelson (2017) Aus dem Fernen Osten Russlands : Deutschsprachige Schriften (1881–1908), hrsg. von Erich Kasten. Fürstenberg: Kulturstiftung Sibirien. ISBN 978-3-942883-91-7 (PDF 2,2M)

Sammelbände
- Erich Kasten (Hrsg., 2002) People and the land : pathways to reform in post-Soviet Siberia Berlin: Dietrich Reimer Verlag. ISBN 978-3-496-02743-0
- Erich Kasten (Hrsg., 2004) Properties of culture – culture as property : pathways to reform in post-Soviet Siberia Berlin: Dietrich Reimer Verlag. ISBN 978-3-496-02768-3
- Erich Kasten (Hrsg., 2005) Rebuilding identities : pathways to reform in post-Soviet Siberia Berlin: Dietrich Reimer Verlag. ISBN 978-3-496-02778-2
- Erich Kasten (Hrsg., 2013) Reisen an den Rand des Russischen Reiches : die wissenschaftliche Erschließung der nordpazifischen Küstengebiete im 18. und 19. Jahrhundert. Fürstenberg: Kulturstiftung Sibirien. ISBN 978-3-942883-16-0 (Link)
- Erich Kasten (Hrsg., 2018) Jochelson, Bogoras and Shternberg : A Scientific Exploration of Northeastern Siberia and the Shaping of Soviet Ethnography. Fürstenberg: Kulturstiftung Sibirien. ISBN 978-3-942883-34-4 (Link)

Artikel und Buchbeiträge
- Erich Kasten (2011) „Die Trommel der Saami als Abbild von Weltbild und ritueller Praxis im Wandel.“ In: Mannheimer Geschichtsblätter S. 25–29
- Erich Kasten (2012) „Koryak Salmon fishery : Remembrances of the Past, Perspectives for the Future.“ In: Salmon and Indigenous People in the North Pacific, hrsg. von Benedict J. Colombi und James F. Brooks. Santa Fe: School for Advanced Research Press. S. 65–88
- Erich Kasten (2015) „Schamanische Weltbilder in indigener Kunst im fernen Osten Russlands“ kunst&kontext 9/2015 (PDF) S. 35–42
- Erich Kasten (2017) „Versöhnungsfeste mit der Natur im Nordosten Sibiriens : „Ololo“ und „Kilvej“ der Korjaken und Čukčen auf Kamtschatka.“ In: Mitteilungen der Berliner Gesellschaft für Anthropologie, Ethnologie und Urgeschichte. 38. S.  103–122
- Erich Kasten (2020). „Fieldwork on Kamchatka Peninsula and Creation of the Foundation for Siberian Cultures : Towards an Open Access Database of Indigenous Languages and Knowledge from the Russian Far East.“ In: Library and Information Studies for Arctic Social Sciences and Humanities hrsg. von Spencer Acadia und Marthe Tolnes Fjeelestad. London: Routledge. S. 329–352. ISBN 978-1-1385-8619-2
- Erich Kasten (2020) „Georg Wilhelm Steller : Scientist, Humanist, and Most Significant Ethnographer for the Itelmens of Kamchatka.“ In: Writing the Arctic : German Representations of the Far North in the 18th and 19th century hrsg. von Jan Borm und Joanna Kodzik. Cambridge: Scholar Publishing. ISBN 978-1-5275-6022-2

Ausstellungen
- Michael Dürr, Erich Kasten, Egon Renner (1992) Franz Boas, Ethnologe, Anthropologe, Sprachwissenschaftler : ein Wegbereiter der modernen Wissenschaft vom Menschen (Staatsbibliothek zu Berlin – Preussischer Kulturbesitz, 17. Dezember 1992 – 6. März 1993). Dr. Ludwig Reichert Verlag, Wiesbaden 1992, ISBN 3-88226-573-6
- Erich Kasten (2009) Schamanen Sibiriens : Magier - Mittler - Heiler (Linden-Museum Stuttgart, Staatliches Museum für Völkerkunde, vom 13. Dezember 2008 bis – 28. Juni 2009; in Zusammenarbeit mit dem Russischen Ethnographischen Museum St. Petersburg). Dietrich Reimer Verlag, Berlin 2008, ISBN 978-3-496-02812-3

Ethnographische Filme
- Erich Kasten (2003) Die das Rentier tanzen … : Korjaken und Evenen im Fernen Osten Russlands Berlin: Dietrich Reimer Verlag. ISBN 978-3-496-02765-2
- Erich Kasten (2005) Feasting with the Seals. Berlin: Zentral- und Landesbibliothek Berlin. ISBN 3-925516-30-X
- Erich Kasten (2011) Traditional Knowledge of Koryak Reindeer Herders. Fürstenberg: Kulturstiftung Sibirien. ISBN 978-3-942883-01-6
- Erich Kasten (2012) Traditional Knowledge in the World of Koryak Fishing. Fürstenberg: Kulturstiftung Sibirien. ISBN 978-3-942883-04-7